# Naissance en 1809
Naissance
- 1805
- 1806
- 1807
- 1808
- 1809
- 1810
- 1811
- 1812
- 1813

Cette page dresse une liste de personnalités nées au cours de l'année 1809 présentée dans l'ordre chronologique.
La liste des personnes référencées dans Wikipédia est disponible dans la page de la Catégorie:Naissance en 1809.

## Janvier
- 2 janvier : Friedrich Wilhelm Jähns, musicologue, professeur de chant et compositeur allemand († 8 août 1888).
- 4 janvier : Louis Braille, inventeur du système d'écriture pour aveugles et malvoyants († 5 janvier 1852).
- 12 janvier : Émile Loubon, peintre français († 3 mai 1863).
- 15 janvier : Pierre Joseph Proudhon, économiste et théoricien de l'anarchie à Besançon († 19 janvier 1865).
- 19 janvier : Edgar Allan Poe, écrivain américain († 7 octobre 1849).
- 20 janvier : Sebastián Iradier, compositeur espagnol († 6 décembre 1865).

### Février
- 3 février : Felix Mendelssohn, chef d'orchestre, pianiste et compositeur allemand († 4 novembre 1847).
- 6 février : Karl Bodmer, peintre, illustrateur et photographe français d'origine suisse († 30 octobre 1893).
- 12 février :
  - Abraham Lincoln, président des États-Unis († 15 avril 1865).
  - Charles Darwin, savant britannique († 19 avril 1882).
- 13 février : Victor Mottez, peintre français († 7 juin 1897).

### Mars
- 3 mars : Jean-Félix Pédegert, religieux catholique et poète français († 29 juin 1889).
- 17 mars : Robert Chambers, homme politique québécois († 1er janvier 1886).
- 18 mars : José Batres Montúfar, poète, homme politique, ingénieur et militaire guatémaltèque († 9 juillet 1844).
- 19 mars : Fredrik Pacius, compositeur et chef d'orchestre allemand († 8 janvier 1891).
- 20 mars : Nicolas Gogol, écrivain russe († 21 février 1852).
- 22 mars : Albrecht von Bernstorff, diplomate prussien († 26 mars 1873).
- 24 mars : Édouard Traviès, peintre animalier et illustrateur français († 18 novembre 1876).
- 26 mars : Jules Baillarger, médecin aliéniste, cofondateur de la revue Annales médico-psychologiques († 31 décembre 1890).
- 27 mars : Eugène Haussmann, urbaniste français († 11 janvier 1891).
- 28 mars : Amalie Bensinger, peintre allemande († 16 novembre 1889).

### Avril
- 16 avril : Ary Pleysier, peintre néerlandais († 12 mai 1879).
- 18 avril : Gustave Morin, peintre français spécialiste de scènes de genre et d'histoire († 15 février 1886).
- 23 avril : Eugène Prévost, chef d'orchestre et compositeur français († 20 août 1872).

### Mai
- 3 mai : Laurent-Guillaume de Koninck, paléontologue et chimiste belge († 16 juillet 1887).
- 6 mai : Juan María Gutiérrez, écrivain et homme politique espagnol puis argentin († 26 février 1878).
- 10 mai : Philippe-Auguste Jeanron, peintre, dessinateur, lithographe et écrivain français († 8 avril 1877).
- 31 mai : Emmanuel Lauret, peintre français († 10 juin 1882).

### Juin
- 15 juin : François-Xavier Garneau, historien canadien français († 3 juillet 1866).
- 21 juin : Santiago Derqui, homme politique espagnol puis argentin († 5 septembre 1867).
- 24 juin : Élisa Mercœur, poétesse française († 7 janvier 1835).

### Juillet
- 1er juillet : Auguste Leloir, peintre d'histoire et portraitiste français († 8 mars 1892).
- 10 juillet : Edward Loder, compositeur et chef d'orchestre britannique († 5 avril 1865).
- 14 juillet : Eugène Sauzay, violoniste et compositeur français († 24 janvier 1901).
- 19 juillet : Elzéar-Henri Juchereau Duchesnay, avocat et homme politique canadien († 12 mai 1871).
- 22 juillet : Heinrich Proch, compositeur, musicien et professeur de chant autrichien († 18 décembre 1879).
- 26 juillet : Théodore Smolders, avocat et homme politique belge († 7 août 1899).

### Août
- 5 août : Johann Conrad Dorner, peintre autrichien († 30 juin 1866).
- 6 août : Alfred Lord Tennyson, poète britannique († 6 octobre 1892).
- 8 août : Amédée Gabourd, historien français († 19 novembre 1867).
- 19 août : Heinrich Abeken, théologien évangéliste et homme politique allemand († 8 août 1872).
- 30 août : Adolf Friedrich Hesse, organiste et compositeur allemand († 5 août 1863).

### Septembre
- 3 septembre : Julius Ludwig Ideler, philologue et naturaliste allemand († 17 juillet 1842).
- 4 septembre :
  - Ludwig Lindenschmit père, préhistorien, peintre et dessinateur allemand († 14 février 1893).
  - Juliusz Słowacki, poète polonais († 3 avril 1849).
- 12 septembre :
  - Johann Benjamin Gross, violoncelliste et compositeur allemand († 1er septembre 1848).
  - Julius von Bose, général d'infanterie prussien († 22 juillet 1894).
- 16 septembre : Jacques Dehaene,homme d'église et politicien français († 15 juillet 1882).
- 17 septembre : Periklís Argyrópoulos, professeur de droit et homme politique grec d’origine phanariote († 22 décembre 1860).
- 26 septembre :
  - Marià Obiols i Tramullas, compositeur d'opéras espagnol († 11 décembre 1888).
  - Sophia Peabody, peintre et illustratrice américaine († 26 février 1871).

### Octobre
- 12 octobre : John Liptrot Hatton, compositeur, chef d'orchestre, pianiste, accompagnateur et chanteur britannique († 10 septembre 1886).
- 16 octobre : Ippolito Caffi, peintre italien († 20 juillet 1866).

### Novembre
- 9 novembre :
  - Hippolyte Leymarie, peintre, graveur et illustrateur français († 22 décembre 1844).
  - Thomas Wright, chirurgien et paléontologue britannique († 17 novembre 1884).
- 11 novembre : Baptistin Poujoulat, historien français († 1er juin 1864).

### Décembre
- 24 décembre : Kit Carson, trappeur, traiteur, éclaireur, colonel des volontaires américains († 23 mai 1868).
- 29 décembre : William Gladstone, premier ministre britannique († 19 mai 1898).

### Date précise inconnue
- Panos Koronaios, homme politique grec († 17 janvier 1899).
- Sarah Leech, poétesse irlandaise († 1830).
- Royal Phelps, homme d'affaires et homme politique américain († 1884).
- Achille Pinelli, peintre italien († 5 septembre 1841).